# Laura Donnelly

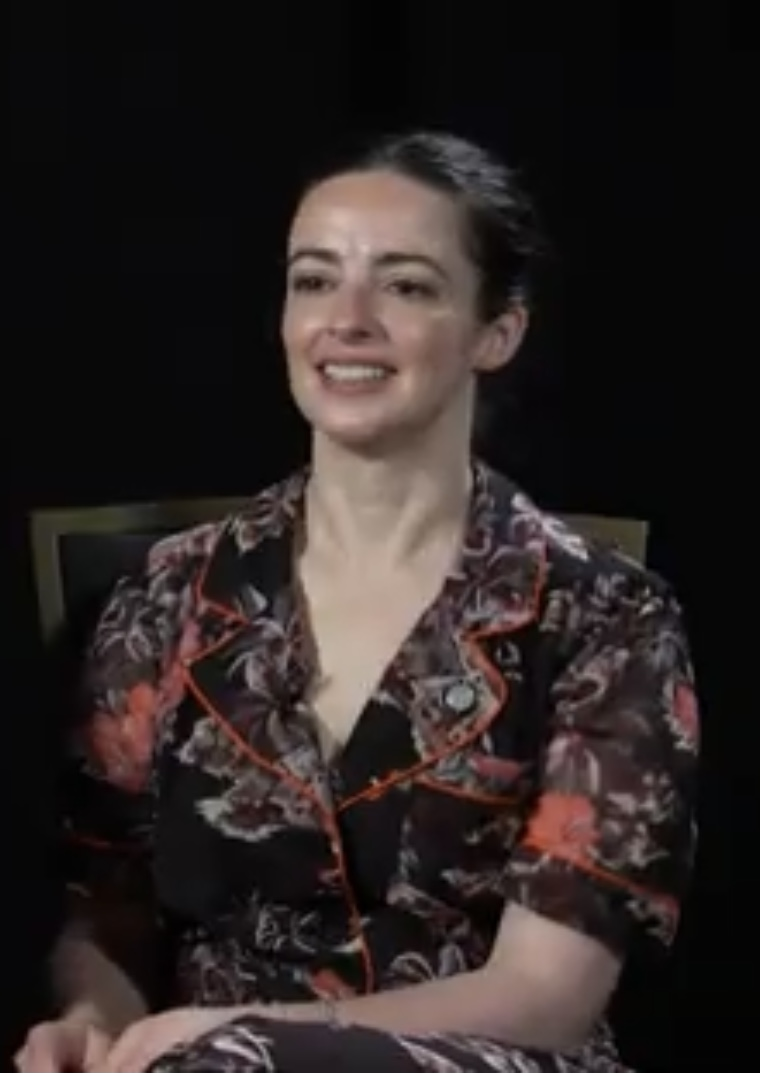
Laura Donnelly, 2019

Laura Donnelly (* 20. August 1982 in Belfast) ist eine nordirische Schauspielerin.

## Leben und Karriere
Laura Donnelly stammt aus Belfast. Sie besuchte die Rathmore Grammar School in ihrer Heimatstadt und studierte anschließend an der Royal Scottish Academy of Music and Drama (heute: Royal Conservatoire of Scotland) in Glasgow. Später zog sie nach London, wo sie seitdem lebt. Zu Beginn ihrer Schauspielkarriere stand sie an Theatern in Schottland und Irland, unter anderem für das Stück A Boston Marriage am Project Theatre in Dublin und für Sleeping Beauty am Royal Lyceum Theatre in Edinburgh, auf der Bühne.
2005 war sie in einer Gastrolle in der Serie Sugar Rush erstmals vor der Kamera zu sehen. Danach folgten wiederkehrende Rollen in den Serien Casualty und Hex, sowie Auftritte in The Bill und der Miniserie Die Besatzer. 2009 trat sie als Abby im britischen Horrorfilm Dread auf. Nach Gastauftritten in den Serien Comedy Lab und Merlin – Die neuen Abenteuer, übernahm sie 2012 als Violet Heath eine Nebenrolle in der US-Serie Missing. 2013 trat sie als Sarah Kay in der ersten Staffel der Serie The Fall – Tod in Belfast auf. Von 2014 bis 2017 war sie als Jenny Fraser in der Serie Outlander zu sehen. 2015 stellte sie im Filmdrama The Program – Um jeden Preis die Masseurin Emma O’Reilly dar. Ein Jahr darauf übernahm sie als Elvina eine Hauptrolle in der Serie Beowulf. 2017 stand sie für das Stück The Ferryman auf der Bühne. Für ihre Darstellung wurde sie 2018 mit dem Laurence Olivier Award in der Kategorie Beste Darstellerin ausgezeichnet. In der Serie Britannia war sie von 2018 bis 2019 als Hella zu sehen. 2019 verkörperte sie Mabel Tolkien, die Mutter des Schriftstellers J.R.R. Tolkien, in der Filmbiografie Tolkien. 2021 übernahm sie als Amalia True eine der Hauptrollen der Serie The Nevers.

## Persönliches
Seit dem Teenageralter war Donnelly mit Nathan Connolly, dem Gitarristen der Rockband Snow Patrol, liiert. Die Beziehung hielt bis um das Jahr 2015. Aktuell ist sie mit dem Dramatiker und Drehbuchautor Jez Butterworth liiert, mit dem sie ein gemeinsames Kind hat.

## Filmografie (Auswahl)
- 2005: Sugar Rush (Fernsehserie, 2 Episoden)
- 2005: Casualty (Fernsehserie, 7 Episoden)
- 2005: Hex (Fernsehserie, 4 Episoden)
- 2006: The Bill (Fernsehserie, eine Episode)
- 2008: Insatiable
- 2009: Best: His Mother's Son (Fernsehfilm)
- 2009: Die Besatzer (Occupation, Fernsehserie, 2 Episoden)
- 2009: Dread
- 2009: Right Hand Drive
- 2009–2010: Merlin – Die neuen Abenteuer (Merlin, Fernsehserie, 2 Episoden)
- 2010: Comedy Lab (Fernsehserie, Episode )
- 2012: Missing (Fernsehserie, 10 Episoden)
- 2013: The Fall – Tod in Belfast (The Fall, Fernsehserie, 3 Episoden)
- 2013: Hello Carter
- 2014: Tales of Us
- 2014: Heart of Lightness
- 2014–2017: Outlander (Fernsehserie, 8 Episoden)
- 2015: The Program – Um jeden Preis (The Program)
- 2016: Beowulf (Fernsehserie, 12 Episoden)
- 2018–2019: Britannia (Fernsehserie, 5 Episoden)
- 2019: Tolkien
- 2021–2023: The Nevers (Fernsehserie)
- 2022: Werewolf by Night (Fernsehfilm)

## Auszeichnungen
Laurence Olivier Award
- 2018: Auszeichnung als Beste Darstellerin für The Ferryman.